# 西八代郡
西八代郡（日语：／ Nishiyatsushiro gun */?）為山梨縣的郡。人口17,878人、面積75.07km²。（2006年）
現管轄有以下1町。
- 市川三鄉町（いちかわみさとちょう）